# Terror is a Man
Terror is a Man ist ein US-amerikanisch-philippinischer Horrorfilm aus dem Jahre 1959 von Gerardo de Leon mit Francis Lederer in seiner letzten Kinofilmrolle. Die Geschichte wurde inspiriert von H. G. Wells’ Science-Fiction-Horrorgeschichte Die Insel des Dr. Moreau.

## Handlung
William Fitzgerald ist der einzige Überlebende, als weit vor der peruanischen Küste das Frachtschiff Pedro Queen in einem Taifun sinkt. Der Mann hat Glück im Unglück, denn er befindet sich nahe einer abgelegenen, kleinen Insel, der Isla de Sangre (Insel des Blutes), an die Fitzgerald angeschwemmt wird. Einige Eingeborene sammeln ihn am Strand auf und bringen den ausgemergelten Mann zum unumschränkten Herrn des Eilands, dem Naturkundler und Forscher Dr. Charles Girard, wo man Fitzgerald wieder gesund pflegt. Dr. Girard lebt hier mit seiner wunderschönen, blonden Ehefrau Frances, die aber von dem eintönigen Leben auf dieser Insel und den ebenso merk- wie fragwürdigen Experimenten ihres Gatten schwer gelangweilt ist und sich umso mehr erfreut zeigt, dass mit dem Neuankömmling endlich etwas Abwechslung ins Haus steht.
Als Fitzgerald auf erste Erkundungstour durch die Insel streift, bemerkt er, dass hier einige merkwürdige Dinge geschehen. Sonderbare Kreaturen durchstreifen das Eiland und haben sich äußerst strengen Unterwerfungsregeln Dr. Girards untergeordnet. Der dritte Weiße vor Ort ist Girards Assistent Walter Perrera, der sich mehr für Mrs. Girard als für die Versuchsanreihen ihres Gatten, des Wissenschaftlers, zu interessieren scheint. Und die haben es in sich: Girard versucht nicht weniger, als Tieren menschliche Eigenschaften, Stimme und Fortbewegung beizubringen und die Tiere durch unendlich viele, ungemein schmerzvolle Operationen zu menschlichen Wesen zu machen. Dabei erweist er sich als rücksichtslos, auch wenn Girard behauptet, dies geschehe alles nur im Namen der Wissenschaft.
Bei einem (ursprünglichen) Panther ist Girard schon recht weit gekommen, die Großkatze wird allmählich zum aufrecht gehenden Katzenmenschen. Fitzgerald erkennt bald den Wahnsinn, der hinter Girards absonderlichen Experimenten steht, und plant bereits seine Flucht von der Isla. Frances, auf die auch er ein Auge geworfen hat, will Fitzgerald unbedingt mitnehmen, zumal sie sich in ihn verliebt und überdies die Nase von der Insel voll hat. Derweil beginnt sich der Panther-Mensch, der Frances entführt, von seinem Schöpfer zu emanzipieren und läuft, gefangen als Kreatur zwischen zwei Spezies, Amok. Dabei tötet er auch Walter, der zuvor versucht hatte, den Panthermenschen abzufackeln, und wirft schließlich sogar seinen Schöpfer, Dr. Girard, in die Tiefe – denjenigen Mann, der sich lange Zeit für unantastbar gehalten hatte, denn wie lautet Girards Gesetz: Niemand tötet ein Wesen der eigenen Spezies! Schließlich ergreift das Katzenwesen, von Fitzgerald mehrfach angeschossen, mit letzter Kraft das letzte verbliebene Insel-Boot und treibt in die offene See hinaus, die beiden letzten verbliebenen Menschen den zurückgebliebenen Kreaturen überlassend.

## Produktionsnotizen
Terror is a Man wurde auf den Philippinen gedreht und im November 1959 in den USA uraufgeführt. In Deutschland wurde der Film nie gezeigt.
Offensichtlich inspiriert von William Castles Hang zu außerfilmischen Gimmicks und anderen Sperenzchen, die der Produzent während der Vorführung seiner Horrorfilm-Inszenierungen Ende der 1950er, Anfang der 1960er Jahre einsetzte, operierten auch die hiesigen Produzenten mit derlei Mätzchen: So klingelte, unmittelbar vor einer mutmaßlich besonders spannenden oder angeblich grausigen Szene ein Glöckchen, das zart besaitete Gemüter dazu animierte, ab jetzt wegzuschauen.

## Kritiken
„… ruhig, sensiblerweise zurückhaltend und ziemlich furchteinflößend …“

„Gefilmt auf den Philippinen, erwacht diese Geschichte erst im letzten Drittel des Streifens zum Leben.“

„… ein auf lustige Weise blöder Film, der trotz seiner selbst unterhält.“